# Урк (река)
Урк (фр. l'Ourcq) — река во Франции, правый приток Марны, впадающей, в свою очередь, в Сену. Длина течения 87 км.
Начинается из источника возле Фер-ан-Тарденуа в департаменте Эна́ в 15 км от Шато-Тьерри и впадает в Марну ниже Лизи́ (Lizy-sur-Ourcq) в департаменте Сены и Марны. От города Марёй (Mareuil-sur-Ourcq) на реке Урк начинается судоходный Уркский канал. Он сопровождает реку Урк, потом р. Марну (до Mo) и достигает Парижа, где вливается в бассейн де ля Вилетт.

## Этимология
Река в старинных рукописях именуется как «Urc» (855 год), возможно от слова «uorko» — поворачивать.

## История
В XIX веке при Наполеоне часть вод течения реки Урк была отведена для устройства важного источника питьевой воды Парижа — Уркского канала, воды которого после бассейна де ля Вилетт перетекают в канал Сен-Мартен. Идея проведения канала была предложена ещё в начале XVI века Леонардо да Винчи.